# Trifenylfosfit
Trifenylfosfit je organická sloučenina se vzorcem P(OC6H5)3, patřící mezi fosfity. Používá se jako ligand v organokovové chemii. Komplexy této látky s niklem slouží jako homogenní katalyzátory při hydrokyanaci alkenů.
Z trifenylfosfitu se připravuje trifenylfosfin:
3 CH3MgBr + P(OC6H5)3 → P(CH3)3 + 3 MgBrOC6H5
Trifenylfosfit se při teplotách kolem 200 K vyskytuje ve dvou odlišných amorfních formách. V roce 2005 byla získána nová amorfní forma trifenylfosfitu krystalizací z iontových kapalin.

## Příklady komplexů
Trifenylfosfit tvoří komplexy typu M[P(OC6H5)3]4, kde M = Ni, Pd nebo Pt. Bezbarvý komplex s niklem lze připravit z obdobného komplexu cyklookta-1,5-dienu:
Ni(COD)2 + 4 P(OC6H5)3 → Ni[P(OC6H5)3]4 + 2 COD
Také tvoří řadu různých komplexů s železem v oxidačních číslech 0 a II, jako je dihydrid H2Fe[P(OC6H5)3]4.